# Gut-Hirten-Kloster
Kloster vom Guten Hirten ist der Name zahlreicher Klöster, die Jesus als Guter Hirte geweiht sind, im Besonderen Gute-Hirtinnen-Klöster, Klöster der Ordensgemeinschaft Schwestern vom Guten Hirten.

## Deutschland
Deutschland
- Kloster vom Guten Hirten in Aachen
- Kloster Vom Guten Hirten in Berlin
- Kloster vom Guten Hirten in Köln
- Kloster vom Guten Hirten in München
- Kloster zum Guten Hirten in Straßburg
- Kloster vom Guten Hirten in Trier

## Österreich
Österreich
- Kloster vom Guten Hirten, Graz (Fachschule für wirtschaftliche Frauenberufe mit Öffentlichkeitsrecht)
- Kongregation der Schwestern vom Guten Hirten, Haus St. Christoph, Innsbruck-Igls (Kontemplative Schwestern)
- Kloster der Schwestern vom Guten Hirten St. Josef in Salzburg–Nonntal[3]
- Haus Zum Guten Hirten, Elisabethhaus (Zufluchtskloster der Barmherzigen Schwestern des Heiligen Vinzenz), Hall in Tirol[4]
- Haus des Lebens der Schwestern vom Guten Hirten Völs in Tirol

ehemalige Klöster:
- Kloster vom Guten Hirten Wien-Margarethen, heute Herz-Jesu-Kirche (Wien-Margareten)[5]
- In dem kleinen Schloss Obersiebenbrunn war früher – bis 1973 (oder noch länger) – ein Kloster der guten Hirtinnen. Sie widmeten sich der Ausbildung schwer erziehbarer Mädchen.